# Project COLDFEET
Le Project COLDFEET, réalisé en 1962, est une opération clandestine de la CIA qui visait à recueillir des renseignements d'une station dérivante dans l'Arctique abandonnée par les Soviétiques. La station ayant été abandonnée à cause de l'instabilité des fondations, des agents américains ont été parachutés sur le site. Après avoir complété leur mission, ils ont été récupérés grâce au système de récupération surface-air Fulton.

## Histoire
L'opération COLDFEET démarre en mai 1961, après qu'un avion de reconnaissance américain effectue une étude géomagnétique au-dessus de l'océan Arctique ; les pilotes rapportent avoir observé une station dérivante soviétique. Quelques jours plus tard, les Soviétiques annoncent avoir abandonné la station NP 9 à la suite de la perte de leurs fournitures causée par une ride de pression,. 

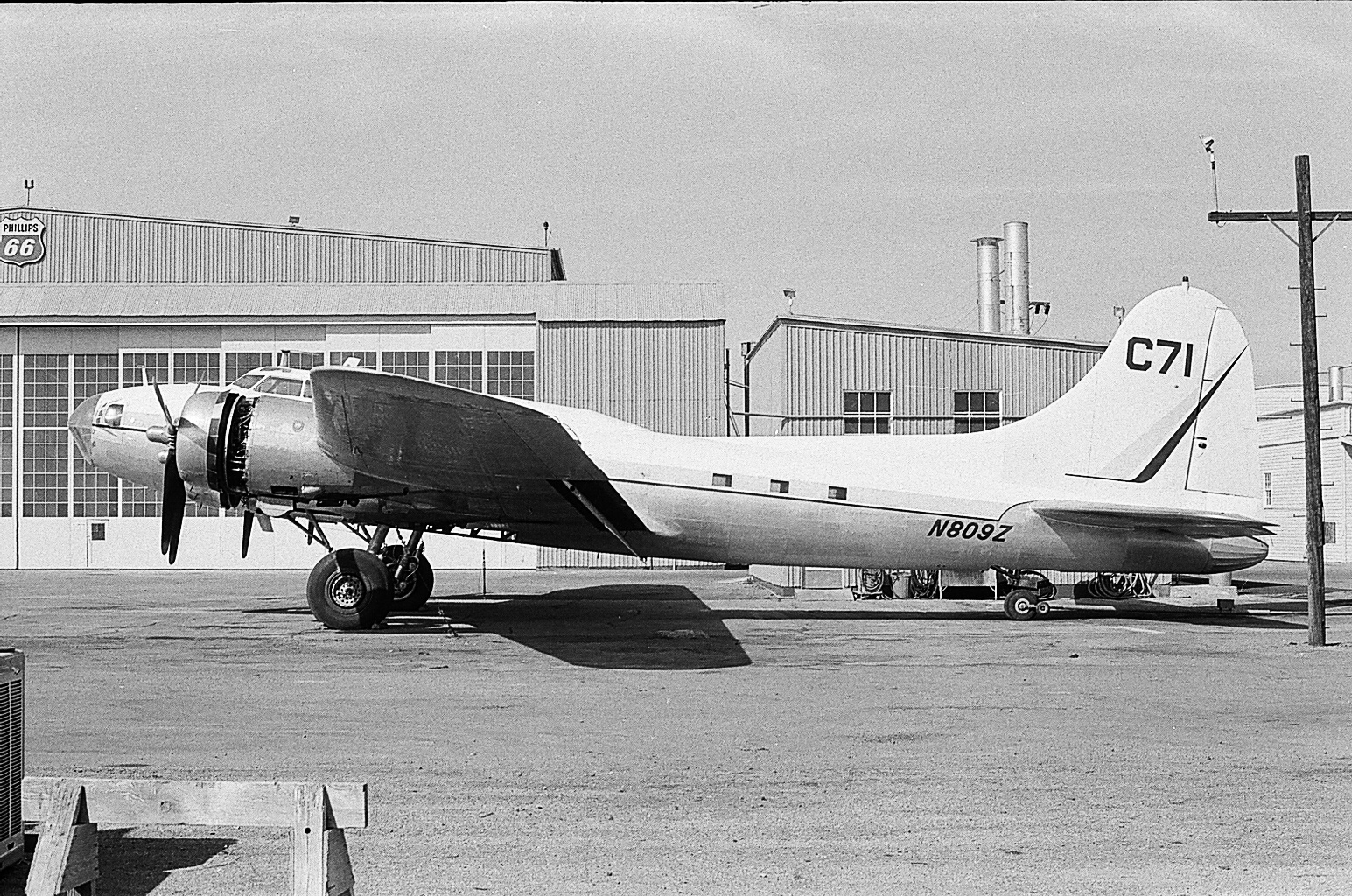
L'avion B-17G N809Z a été utilisé pendant la mission (Marana Airpark, 1975)

La perspective d'observer une station abandonnée par les Soviétiques attire l'attention de l'Office of Naval Research (ONR). L'année précédente, pour surveiller les mouvements des sous-marins soviétiques, l'ONR avait installé un réseau de surveillance acoustique sur une station dérivante américaine. Le bureau de recherche militaire croyait que les Soviétiques avaient aussi un réseau de surveillance semblable, mais pour les sous-marins américains puisqu'ils passaient sous la calotte glaciaire du pôle Nord. Néanmoins, les soupçons de l'ONR n'étaient étayés par aucun indice. Le bureau voulait aussi comparer les travaux soviétiques sur les stations dérivantes aux travaux américains. La station NP 9 se trouvait cependant hors de portée d'un hélicoptère et l'épaisseur des glaces interdisait le passage d'un brise-glaces.
Pour le capitaine John Cadwalader, qui commandera la mission, c'est « une occasion en or » (a wonderful opportunity) pour mettre à l'épreuve le système de récupération surface-air Fulton. À la suite d'une recommandation du chef de la branche Géographie pour le programme Arctique de l'ONR, le contre-amiral L. D. Coates, chef des recherches navales, autorise une planification préliminaire pour la mission et demande l'approbation pour poursuivre le projet auprès du chef des opérations navales. La mission doit commencer en septembre 1961, moment de l'année où le climat est favorable et que le jour dure suffisamment longtemps. La station NP 9 se trouverait alors à 970 km de la base aérienne de Thulé au Groenland, d'où partirait les agents.
L'ONR choisit deux enquêteurs hautement qualifiés pour la mission au sol. Le major James Smith, de l'USAF, est un paramilitaire et linguiste spécialiste de la langue russe qui a servi aux stations dérivantes Alpha et Charlie. Le lieutenant Leonard A. LeSchack, de l'USNR, est un géophysicien qui a travaillé en Antarctique ; il a installé la station de surveillance T-3 en 1960. N'étant pas qualifié pour le saut en parachute, il s'entraîne à la Naval Air Station Lakehurst, au New Jersey, une base de l'US Navy. Les deux hommes suivent également une formation sur le système de récupération surface-air Fulton au Naval Air Test Center, dans le Maryland, à l'été 1961 sous la supervision d'une équipe affectée à un avion Lockheed P-2 Neptune.

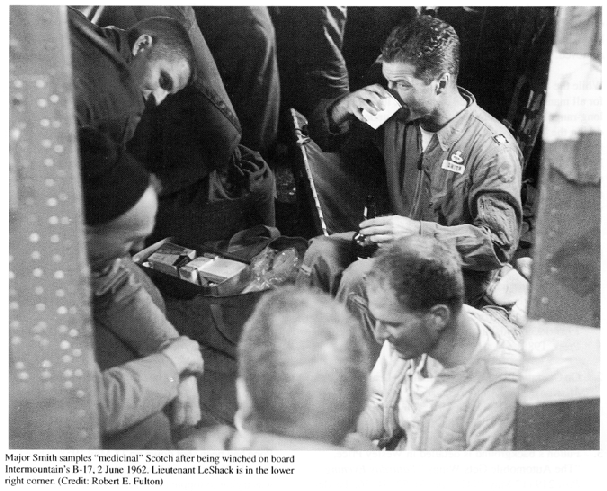
Le 2 juin 1962, le major Smith boit un peu de Scotch « médicinal » après avoir été ramené à bord du B-17. Le lieutenant LeShack est dans le coin inférieur droit.

Le projet est cependant suspendu parce les autorisations arrivent trop tard : la station NP 9 est trop éloignée de la base. En mars 1962, les Américains apprennent que la station dérivante NP 8 a été abandonnée à son tour. Cette station peut être atteinte à partir d'une base aérienne canadienne. NP 8 est également plus moderne ; la cible de la mission a donc été modifiée.
Le 28 mai 1962, un B-17 Flying Fortress modifié, un avion de la CIA, piloté par Connie Seigrist et Douglas Price, parachute les deux hommes au-dessus de NP 8. Le 1er juin, Seigrist et Price retournent sur les lieux et récupèrent du matériel soviétique amassé par les deux hommes au sol grâce au système Fulton. L'avion passe encore deux fois au-dessus de la station pour récupérer les deux agents, toujours grâce au système Fulton.
L'opération Coldfeet apporte de précieuses informations sur les programmes de recherches soviétiques en Arctique. L'étude du matériel met en évidence que les Soviétiques poursuivent un programme avancé de détection acoustique visant les sous-marins américains ainsi qu'un programme militaire anti-sous-marin.